# تد بروتون
تد بروتون (انگلیسی: Ted Broughton; ۹ فوریهٔ ۱۹۲۵ – سپتامبر ۲۰۱۶ (۹۱ ساله)) بازیکن فوتبال اهل بریتانیا بود.
از باشگاه‌هایی که در آن بازی کرده‌است می‌توان به باشگاه فوتبال کریستال پالاس و باشگاه فوتبال برادفورد سیتی اشاره کرد.